# Morpho damocles
Morpho damocles är en fjärilsart som beskrevs av Dicksee 1918. Morpho damocles ingår i släktet Morpho och familjen praktfjärilar. Inga underarter finns listade i Catalogue of Life.